# П'єр Камброн
П'єр Камброн (Pierre-Jacques-Etienne Cambronne; 26 грудня 1770 Нант, — 29 грудня 1842, Нант) — французький генерал, один з визначних командувачів Старої Гвардії.

Син торговця. 20 листопада 1813 став бригадним генералом. Володар титулів: барон (з 4 червня 1810) і граф (з 2 червня 1815).

На пропозицію капітулювати в битві при Ватерлоо відповів різкою відмовою. Англійцям не треба було подальших пояснень після того як генерал виголосив легендарну фразу: «La Garde meurt, mais ne se rend pas» («Гвардія вмирає, але не здається»).